# غرسة الدماغ

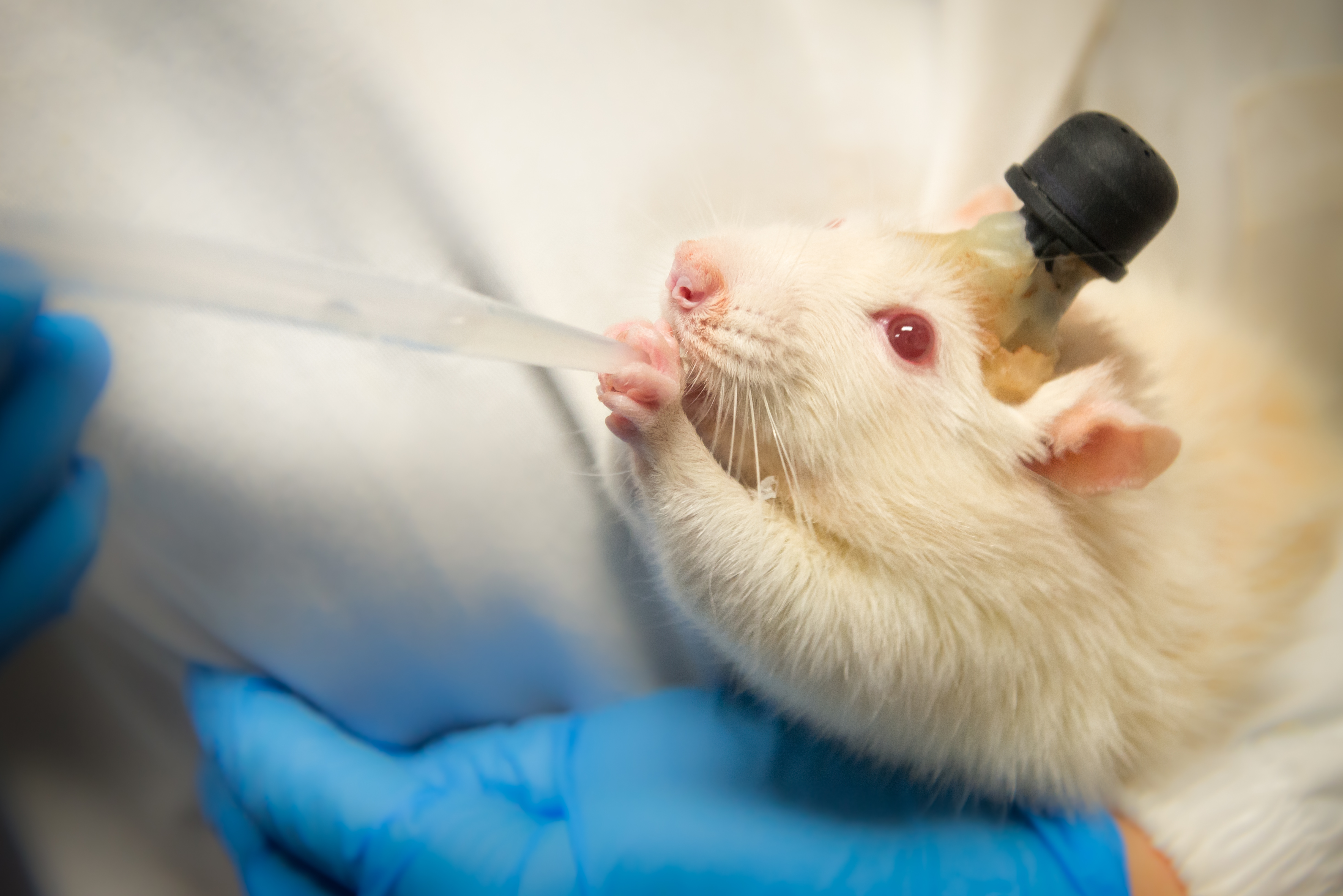

غرسات الدماغ، التي يشار إليها غالبًا باسم الغرسات العصبية، هي أجهزة تكنولوجية تتصل مباشرة بدماغ الكائن الحي. تُوضع عادة على سطح الرأس، أو متصلة مباشرة بقشرة الدماغ. هناك غرض شائع لغرسات الدماغ الحديثة، وهو أيضًا الهدف الرئيسي لكثير من الأبحاث الحالية، هو إنشاء مناطق بديلة للمناطق المعطوبة في الدماغ التي أصبحت مختلة الوظيفة بعد سكتة دماغية أو أي إصابات أخرى في الرأس. يشمل ذلك الاستبدال الحسي مثل الرؤية. تُستخدم غرسات الدماغ أيضًا في التجارب على الحيوانات ببساطة لتسجيل نشاط الدماغ لأسباب علمية. تتضمن بعض عمليات غرسات الدماغ إنشاء وسائط بين الأنظمة العصبية للكائن الحي ورقائق الكمبيوتر. هذا العمل جزء من مجال بحث أوسع يسمى واجهات الدماغ-الكمبيوتر. (تتضمن أبحاث واجهة الدماغ-الكمبيوتر أيضًا تقنية مثل أنظمة تخطيط أمواج الدماغ التي تسمح بخلق وسيط بين العقل والآلة، ولكنها لا تتطلب غرسًا مباشرًا للجهاز).
أصبحت الغرسات العصبية، كما التحفيز العميق للدماغ وتحفيز العصب المبهم، روتينية بشكل متزايد للمرضى الذين يعانون من مرض باركنسون والاكتئاب السريري.

## الهدف
تقوم غرسات الدماغ بالتحفيز الكهربي، أو الحجب أو تسجيل (أو كلًا من التسجيل والتحفيز في نفس الوقت) إشارات الخلايا العصبية المفردة أو مجموعات الخلايا العصبية (الشبكات العصبية البيولوجية) في الدماغ. لا يمكن القيام بذلك إلا إذا كانت الارتباطات الوظيفية لهذه الخلايا العصبية معروفة على وجه التحديد. نظرًا لتعقيد المعالجة العصبية ونقص الوصول إلى الإشارات ذات الصلة المحتملة باستخدام تقنيات التصوير العصبي، فإن تطبيق عمليات غرسات الدماغ كان محدودًا بشكل خطير، وذلك حتى ظهرت التطورات الحديثة في الفيزيولوجيا العصبية وقوة معالجة الكمبيوتر.

## البحوث والتطبيقات
حققت الأبحاث في مجال الاستبدال الحسي تقدمًا ملحوظًا منذ عام 1970. على وجه التحديد في مجال الرؤية، نظرًا لمعرفة عمل النظام البصري بصورة كاملة، طُبقت عمليات زرع العين (التي غالبًا ما تنطوي على بعض عمليات غرسات الدماغ أو مراقبته) بنجاح كبير. بالنسبة للسمع، تستخدم زراعة القوقعة لتحفيز العصب السمعي مباشرة. يعد العصب الدهليزي القوقعي جزءًا من الجهاز العصبي المحيطي، لكن واجهته تشبه واجهة غرسات الدماغ الحقيقية.
أثبتت مشروعات عديدة نجاحها في التسجيل من أدمغة الحيوانات لفترات طويلة من الزمن. في وقت مبكر من عام 1976، قام الباحثون في المعاهد الوطنية للصحة بقيادة إدوارد شميدت بتسجيلات محتملة لإشارات من قشرة الدماغ الحركية لقردة ريسيس باستخدام أقطاب القبعة غير المتحركة، بما في ذلك التسجيل من الخلايا العصبية المفردة لأكثر من 30 يومًا، وتسجيلات متسقة لأكثر من ثلاث سنوات من أفضل الأقطاب الكهربائية.
كانت أقطاب القبعة مصنوعة من الإيريديوم النقي ومعزولة بالباريلين، وهي المواد المستخدمة حاليًا في تطبيق «الحركة الالكترونية» لنظام يوتا. تُستخدم هذه الأقطاب الكهربائية نفسها أو مشتقاتها، التي تستخدم نفس المواد المتوافقة حيويًا، حاليًا في مختبرات الأطراف الصناعية المرئية، ومختبرات تدرس الأساس العصبي للتعلم، ودراسة أطراف الاصطناعية حركية بديلة غير مجسات «الحركة الالكترونية».
تنتج مجموعات المختبرات الأخرى غرسات دماغية خاصة بها لتوفير إمكانات فريدة غير متوفرة في المنتجات التجارية الشائعة.
تشمل الاكتشافات دراسات عن عملية إعادة برمجة وظائف الدماغ عن طريق تعلم التمييز الحسي، والسيطرة على الأجهزة المادية بواسطة أدمغة الفئران، واستخدام القرود للأذرع الآلية، والتحكم عن بُعد في الأجهزة الآلية بواسطة القرود والبشر، والتحكم عن بعد في تحركات الصراصير، وهو أول استخدام مرصود لاستخدام نموذج يوتا في الإنسان للإشارة ثنائية الاتجاه. هناك حاليًا عدد من المجموعات التي تجري عمليات زرع الغرسات الاصطناعية الأولية على البشر. تقتصر هذه الدراسات في الوقت الحاضر على عدة أشهر من طول عمر الغرسات.
في عام 2016، أعلن علماء في جامعة إلينوي في أوربانا-شامبين تطوير أجهزة استشعار صغيرة للدماغ تستخدم بعد العملية الجراحية للرصد، والتي تتلاشى لاحقًا عندما لا تكون هناك حاجة إليها.

## إعادة التأهيل
تُستخدم المحفزات العصبية منذ عام 1997 لتخفيف أعراض أمراض مثل الصرع، وداء باركنسون، وخلل التوتر (ديستونيا)، والاكتئاب مؤخرًا.
تصنع غرسات الدماغ الحالية من مجموعة متنوعة من المواد مثل التنغستن، أو السيليكون، أو البلاتين إيريديوم، أو حتى الفولاذ المقاوم للصدأ. قد تستفيد عمليات غرسات الدماغ في المستقبل من مواد أكثر غرابة مثل ألياف الكربون النانوية (الأنابيب النانوية)، والبولي يوريتان.

## البحوث التاريخية
أظهر إدوارد هيتزيغ وغوستاف فريتش في عام 1870 أن التحفيز الكهربائي لأدمغة الكلاب يمكن أن ينتج حركات. أظهر روبرت بارثولو الشيء نفسه بالنسبة للبشر في عام 1874. مع بداية القرن العشرين، بدأ فيدور كراوس في رسم خريطة منهجية لمناطق الدماغ البشري باستخدام مرضى خضعوا لجراحات في الدماغ.
قام روبرت ج. هيث بتجربة على المرضى العقليين العدوانيين في بحث بارز في الخمسينيات، بهدف التأثير على مزاج المرضى من خلال التحفيز الكهربائي.
أظهر خوسيه ديلجادو، عالم الفيزيولوجيا في جامعة ييل، سيطرة محدودة على سلوكيات الحيوانات والبشر باستخدام التحفيز الإلكتروني، إذ اخترع المنشط عبر الجلد، وهو جهاز يزرع في الدماغ لنقل النبضات الكهربائية التي تعدل بعض السلوكيات الأولية مثل العدوانية أو الإحساس بالمتعة.

## المخاوف والاعتبارات الأخلاقية
تشمل الأسئلة الأخلاقية التي أُثيرت من هم المرشحون الجيدون لتلقي الغرسات العصبية وما هي الاستخدامات الجيدة والسيئة لها. بالرغم من أن التحفيز العميق للدماغ أصبح روتينيًا بشكل متزايد للمرضى الذين يعانون من مرض باركنسون، فقد يكون هناك بعض الآثار الجانبية السلوكية. تصف التقارير في الأدبيات العلمية إمكانية حدوث اللامبالاة، والهلوسة، والقمار القهري، وفرط النشاط الجنسي، والخلل الإدراكي، والاكتئاب. ومع ذلك، قد تكون هذه الحالات مؤقتة وذات صلة بالمعايرة الصحيحة للمحفز، وبالتالي يمكن عكسها.
يرى بعض علماء ما وراء الإنسانية، مثل ريموند كورزويل وكيفن وارويك، أن غرسات الدماغ جزء من الخطوة التالية للبشر في طريق التقدم والتطور، في حين يرى آخرون، وخاصة المحافظون الحيويون، أنه غير طبيعي، إذ يفقد الجنس البشري الصفات الإنسانية الأساسية. ويثير جدلًا مشابهًا لأشكال أخرى من تعزيز الإنسان. فعلى سبيل المثال، يقال إن عمليات الغرس ستغير الأشخاص كليًا إلى كائنات إلكترونية. من المتوقع أيضًا أن تمتثل جميع الأبحاث لإعلان هلسنكي لحقوق الإنسان. علاوة على ذلك، تنطبق الواجبات القانونية المعتادة مثل المعلومات الواجب اطلاع الشخص الذي يرتدي الغرسات عليها، بالإضافة لكون عملية الغرس طوعية، مع استثناءات قليلة جدًا.
تشمل نقاط القلق الأخرى بعض نقاط الضعف في الغرسات العصبية إمكانية حدوث جريمة سيبرانية، أو المراقبة التدخلية، إذ يمكن اختراق عمليات الغرس العصبية أو إساءة استخدامها أو إساءة تصميمها عمدًا.